# كارين غلاسر
كارين غلاسر (بالإنجليزية: Karen Glaser)‏ هي مصورة أمريكية، ولدت في 1954.